# شهرميان
شهرميان (بالفارسية: شهرمیان) هي قرية تقع في البلدة المركزية في إيران. يقدر عدد سكانها بـ 1,786 نسمة .